# De Wolgaslepers
De Wolgaslepers (Russisch: Burlaki na Volge, Бурлаки на Волге) is een schilderij van de Russische kunstschilder Ilja Repin, geschilderd tussen 1870 en 1873. Het toont een groep van elf mannen die een schip jagen tegen de achtergrond van een weids Wolgalandschap. Het schilderij wordt gezien als exemplarisch voor de kunstenaarsgroepering Peredvizjniki, die behoort tot de kunststroming Realisme. Het bevindt zich in de collectie van het Russisch Museum te Sint-Petersburg.

## Context
In 1868 voer Repin over de Neva en werd getroffen door het schril contrast tussen het flanerende publiek en de scheepsslepers, die er, ingespannen in een trekband, haveloos uitzagen. Hij nam zich voor om de slepers vast te leggen in een schilderij. In die tijd werd nog gebruik gemaakt van zeilschepen. Deze boten waren voorzien van een roer en van zeilen; roeiriemen, zoals bijvoorbeeld de Romeinen bij de galeien gebruikten, waren er niet. Stroomafwaarts maakte men gebruik van de stroming van de rivier, geholpen door wind en zeilen. Stroomopwaarts moest men, zeker als het water te smal was om te laveren, gebruik maken van andere krachten. Laten slepen door stoomboten was erg duur; menselijke trekkracht was goedkoper.
Samen met zijn vrienden: de jonggestorven kunstschilder Fjodor Vasiljev en Yevgeny Makarov, maakte hij daarom in 1870 een studiereis naar de Wolga bij Stavropol. Hij maakte kennis met vele Wolgaslepers en maakte talloze schetsen; uiterst precies en realistisch, stuk voor stuk van werkelijk bestaande mensen. Repin zag aanvankelijk vooral uitgebuite mensen, uitgeput door het zware, inhumane werk, maar allengs kreeg hij ook oog voor hun menselijke waardigheid en hun veerkracht, waarvan hij bijzonder onder de indruk was. Hij wilde in zijn werk, zoals hij zelf schreef, personificaties van kracht en oude wijsheid weergeven.

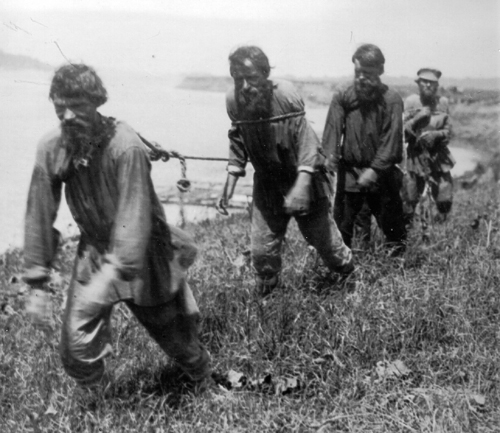
Foto van Wolgaslepers, ca. 1900

De Wolgaslepers zouden hun arbeid nog decennialang blijven verrichten, tot in de twintigste eeuw, toen de stoomscheepvaart allang haar intrede had gedaan. In Repins werk is op de achtergrond zelfs al een stoomboot waarneembaar, maar de goedkope arbeid maakte het klaarblijkelijk nog lange tijd lonend om op deze bestiale wijze menskracht in te zetten.

## Afbeelding
Repin beeldt de groep bootslepers af tegen de achtergrond van een weids Wolgalandschap, tijdens een warme zomerdag. Centraal in de groep staat de uit zijn ambt gezette priester Kanin, van wiens wijsheid en goedheid Repin zeer onder de indruk was. "Hij leek een kolossaal mysterie en om die reden hield ik van hem", schreef hij over hem: "Kanin met een vod om zijn hoofd, in zelfgemaakte afgedragen lappen gekleed, had desondanks een uitstraling van grote waardigheid; hij leek wel een heilige". Rechts van Kanin staat een krachtpatser, links een treurige oude matroos, die Repin in een eerdere fase afbeeldde met het hoofd naar beneden. Nu kijkt hij uit zijn ooghoeken naar de toeschouwer, die zelf mag uitmaken wat er in hem omgaat. Enerzijds wekt hij een vastbesloten indruk, anderzijds zit er iets verwijtends in zijn blik. Links achter hem staat een lange man met een pijp in zijn mond, die het tafereel kalm aanziet. Naarmate de figuren verder op de achtergrond staan lijkt de geestelijke en fysieke kracht van de afgebeelde slepers wat af te nemen. Een iemand veegt vermoeid het zweet van zijn voorhoofd, achteraan lijkt een oude man zich nauwelijks meer in te spannen. Achter hem loopt een kalmuk. De enige die iets van verzet tegen zijn lot lijkt uit te stralen is de jonge knul Larka. De sleeplijn wordt afgesloten door een Griek en een man die diep voorover gebogen zijn krachten lijkt te verliezen.

## Compositie

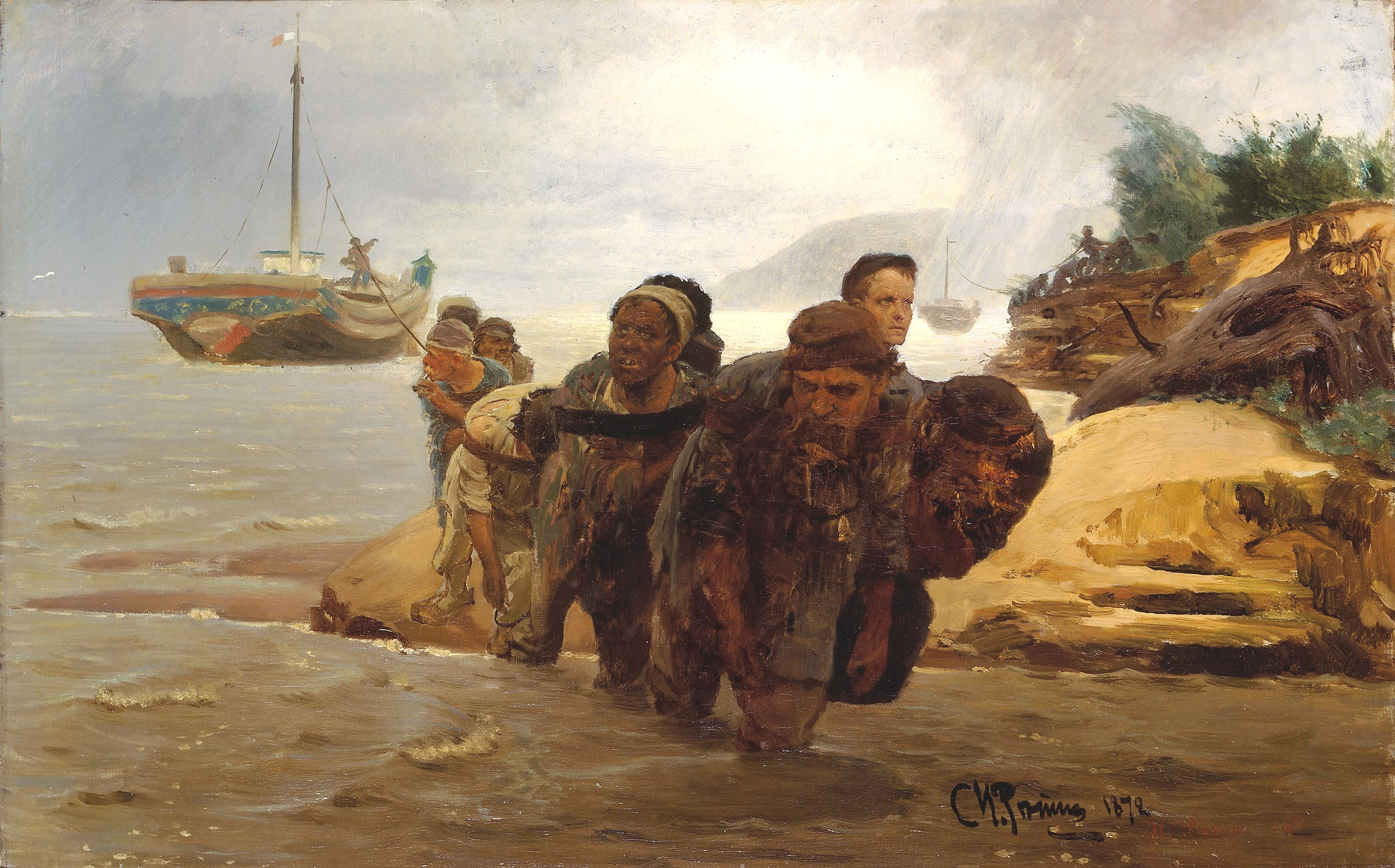
Repins versie uit 1872

De Wolgaslepers is een door en door Russisch doek, geschilderd in de typisch realistische stijl van de Peredvizjniki. De compositorische elementen dragen bij aan de bijzondere expressiviteit. Repin werkt het thema uit in panoramaformaat, met veel aandacht voor perspectiefwerking, in de uitbeelding van de slepersgroep zowel als het landschap. Daarmee creëert hij een gevoel van oneindigheid, iets onvergankelijks en iconisch. Kunstcriticus Vladimir Stasov schreef: "Met een durf die zonder precedent is heeft Repin alle vroegere concepties van de ideale kunst achter zich gelaten en duikt hij recht in het hart en de realiteit van die onderdrukte mensen ..., niemand in Rusland heeft ooit eerder zo'n thema durven kiezen".
De slepers trekken langzaam aan de toeschouwer voorbij, hetgeen de kijker het gevoel geeft van een afstandje toe te zien. Het roept op tot contemplatie.
Van het thema Wolgaslepers bestaat nog een eerdere versie van Repin, uit 1872, compositorisch vergelijkbaar, maar vanuit een iets ander perspectief: de slepers komen op de toeschouwer af, hetgeen iets confronterends heeft, maar daardoor tegelijkertijd de kracht van het beschouwelijke ontbeert.

## Historie

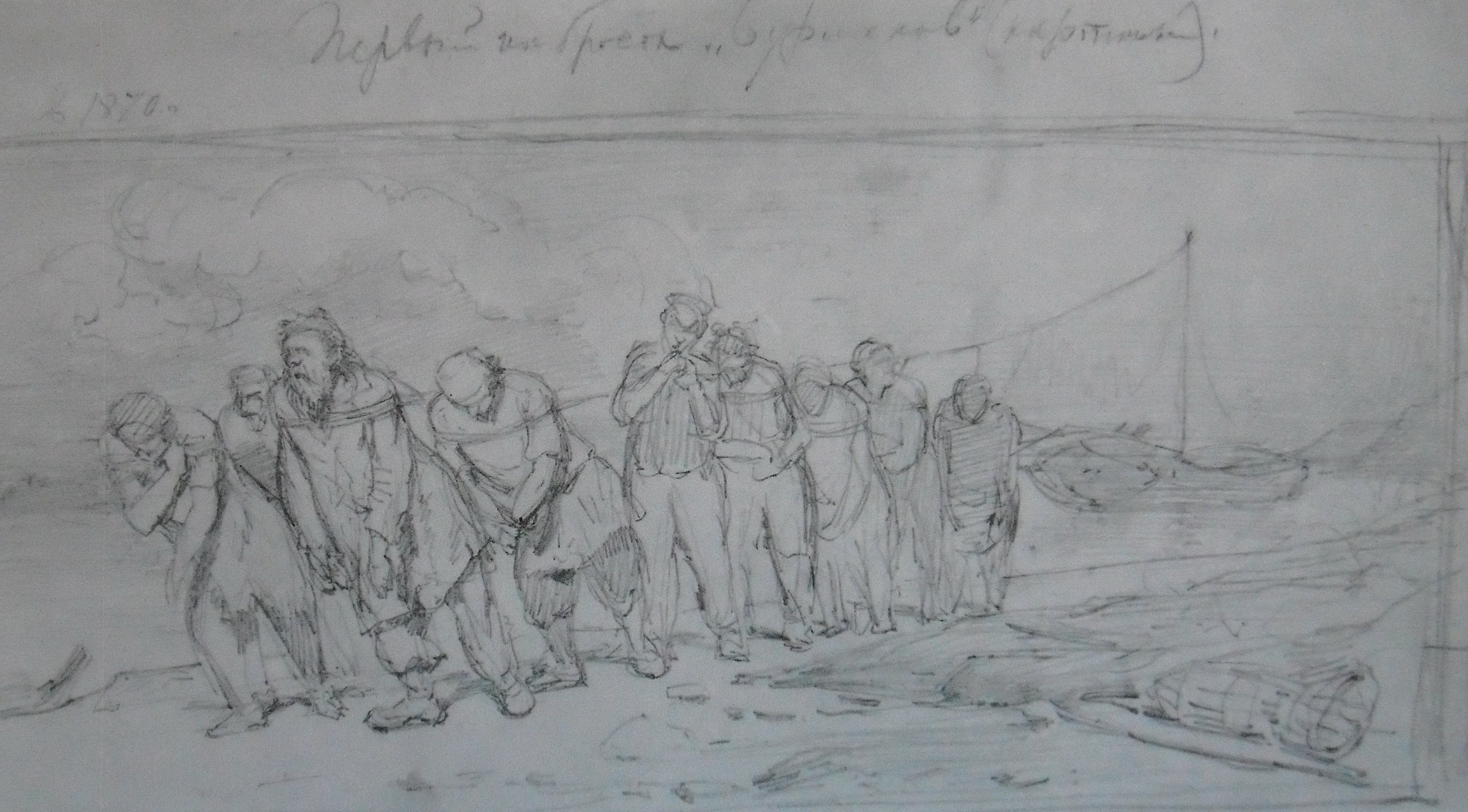
Schets uit 1870.

In 1870 exposeerde Repin op de Academie van Sint-Petersburg schetsen diens reis naar de Wolga, waaronder een aantal van de Wolgaslepers.
Grootvorst Vladimir Aleksandrovitsj Romanov was bij het zien van deze schetsen erg onder de indruk, schonk Repin een maandelijkse toelage en gaf hem opdracht tot het maken van een schilderij naar het thema, hetgeen hij na de wereldtentoonstelling ook verwierf voor 3000 roebel.
Gedurende twee zomers leefde Repin tussen deze slepers. Hij maakte talloze tekeningen en schetsen van o.a. het rivierlandschap, de boten, de netten, de slepers, de lichaamshouding tijdens het slepen, de gezichten, welke slepers lopen hoe vooraan of in het midden of achteraan, hoe zit het tuig. Tijdens het schilderen worden zelfs nog wijzigingen aangebracht: de gewezen matroos (vierde van links) werd in eerste instantie afgebeeld met zijn hoofd naar beneden, uiteindelijk kijkt hij de toeschouwer recht in het gezicht.
Repin exposeerde de hier besproken versie van De Wolgaslepers voor het eerst op de Kunstacademie van Sint-Petersburg, in 1873. Het werd lovend ontvangen en onderscheiden met de Vigée-Lebrun medaille. Kunstcriticus en mecenas Vladimir Stasov beschrijft dit schilderij uitvoerig en enthousiast in een brief aan de redactie van de St Petersburg News. Tijdgenoot en schrijver Fjodor Dostojevski schreef na het zien van het doek met groot enthousiasme:

Ik zag Wolgaslepers, echte Wolgaslepers en niets anders... Je kunt niet anders dan denken dat je schuldig bent, diep schuldig jegens deze mensen
— tijdgenoot en schrijver Fjodor Dostojevski

Hij vond dat Repin de Wolgaslepers op waardige wijze had uitgebeeld:

Niet één schreeuwt naar de toeschouwer (...): Kijk hoe miserabel ik ben en welk een grote schuld u - de rijke klasse met privileges - heeft ten opzichte van uw volk !
Juist hiervoor verdient de kunstenaar de grootste eer. Goede, bekende figuren: de twee voorste Wolgatrekkers lachen bijna, ze huilen tenminste in het geheel niet, en op geen enkele manier denken ze na over hun sociale toestand.
— tijdgenoot en schrijver Fjodor Dostojevski

Later in 1873 was het schilderij te zien op de Wereldtentoonstelling te Wenen, waarna het voor 3000 roebel definitief overging naar de kunstcollectie van Grootvorst Romanov. Na de Russische Revolutie werd diens kunstcollectie genationaliseerd en belandde het werk uiteindelijk in het Russisch Museum, waar het nog steeds te zien is.
De populariteit van De Wolgaslepers nam vanaf de jaren 1880 een grote vlucht en legde de basis voor Repins latere internationale roem. Het werk wordt algemeen beschouwd als exemplarisch voor de realistische kunstenaarsgroepering Peredvizjniki en tevens als een plastische verbeelding van de "Russische ziel" in het algemeen, net zoals Igor Stravinsky's Lied van de Wolgaslepers (1917) dat is binnen de muziek.

## Expositie in Nederland
In 2001/2002 werd het geëxposeerd in het Groninger Museum tijdens de Repin-tentoonstelling Het geheim van Rusland. In 2016/2017 was het schilderij te zien op een tentoonstelling over de Peredvizjniki in het Drents Museum te Assen.